# Kuban
Kuban (C8H8) je syntetická uhlovodíková molekula, která je složena z osmi uhlíkových atomů uspořádaných do vrcholů krychle. Na každý atom uhlíku je navázán jeden atom vodíku. Jako krystalická pevná látka patří mezi Platónské uhlovodíky. Ty byly poprvé syntetizovány v roce 1964 profesorem chemie na Chicagské univerzitě Philipem Eatonem.

## Vlastnosti kubanu
Před publikací Eatonovy a Coleovy práce byli vědci přesvědčeni, že kubické uhlíkové molekuly nemohou existovat, neboť neobvyklý pravý úhel mezi vazbami uhlíku by vedl k přílišnému napětí vazeb a tedy k jejich nestabilitě. Jednou vzniklý kuban je však kineticky stabilní díky absenci snadno dostupné dekompoziční cesty.
Kuban a jeho deriváty mají řadu užitečných vlastností. Pravý úhel mezi vazbami uhlíku znamená, že vazby jsou vysoce napjaté, u toho důvodu jsou sloučeniny kubanu vysoce reaktivní; z toho důvodu mohou být využity jako účinná paliva a výbušniny. Právě kombinace vysokého obsahu energie a toho, že kuban má ze všech uhlovodíků největší hustotu, může být využit jako palivo zaujímající malý prostor např. u letadel (prakticky se ale uhlovodíky s velikým pnutím dají kvůli ceně použít jen u křižujících střel apod.). Hledají se i uplatnění kubanu v lékařství a nanotechnologii.
Hlavní bariérou nasazení kubanu jako paliva a složky výbušnin je vysoká cena, která je v řádu stovek tisíc Kč/kg.

## Syntéza
Původní syntéza z roku 1964 začíná u 2-cyklopentenonu (sloučenina 1.1 na reakci 1):
Reakcí s N-bromosuccinimidem v tetrachlormethanu se umístí na allylový zbytek atom bromu (obrázek 1.2) a další bromací bromem v pentanu - dichlormethanu vznikne tribromid (obrázek 1.3). Následně jsou ze sloučeniny působením diethylaminu v diethyleteru ze sloučeniny odštěpeny dva moly bromovodíku, čímž vznikne bromocyclopentadienon (obrázek 1.4).
Druhá část reakce začíná spontánní Dielsovou–Alderovou dimerizací (obrázek 2.2), která je analogická dimerizaci cydlopentadienu na dicyklopentadien. Aby byly další kroky úspěšné, měl by vznikat pouze endo izomer. To se skutečně děje, protože atomy bromu se snaží zaujmout pozici co nejdále od sebe navzájem i od karbonylové skupiny. Tímto způsobem jsou minimalizovány dipólové interakce během přechodného stavu reakce. Obě karbonylové skupiny jsou chráněny jako acetaly s ethylenglykolem a P-toluensulfonovou kyselinou v benzenu. Jeden acetal je selektivně uvolněn kyselinou chlorovodíkovou (obrázek 2.3).
V dalším kroku se z endoizomeru 2.3, který má obě alkenové skupiny v těsné blízkosti, se fotochemickou [2+2] cykloadicí vytváří kleci podobný izomer 2.4. Bromketonová skupina je konvertována na kruh uzavírající karboxylovou skupinu (obrázek 2.5) během Favorského přesmyku s hydroxidem draselným. Následuje tepelná dekarboxylace probíhající přes acyl chlorid (s thionyl chloridem) a přes terciární butyl organického peroxidu (obrázek 2.6 a 2.7), posléze je znovu odštěpen acetal (obrázek 2.8). Nakonec proběhne druhý Favorského přesmyk (obrázek 2.9) a zbývající dekarboxylace.

## Anorganické krychle a odpovídající deriváty
Molekuly tvaru krychle se vyskytují i mimo oblast zájmu organické chemie. Běžně se vyskytující anorganické krychle jsou shluky [Fe4-S4], které se nalézají ve FeS proteinech, alternativně se mohou vyskytovat i jako čtyřstěny.
Některé organokovové sloučeniny mohou přijmou kubickou strukturu, např. (cyklopentadienylFe)4(CO)4, (pentamethylcyklopentadienylRu)4Cl4 a (trifenylfosfinAg)4I4,

## Reakce
Kuneany mohou vznikat z kubanů pomocí σ-vazebného přesmyku katalyzovaného kovovými ionty.  